# Gerlinde Huber-Rebenich
Gerlinde Huber-Rebenich, geborene Huber, (* 14. April 1959 in Mannheim) ist eine deutsche Altphilologin und Mittellateinische Philologin.

## Leben
Gerlinde Huber-Rebenich studierte zunächst Latein und Französisch an der Universität Mannheim, der Universität Nantes und der Universität Lausanne. Nach einem Studienjahr am Corpus Christi College in Oxford studierte sie von 1986 bis 1989 Lateinische Philologie des Mittelalters und der Neuzeit an der Universität Heidelberg. 1990 wurde sie in Mannheim mit der Arbeit Das Motiv der ‚Witwe von Ephesus‘ in lateinischen Texten der Antike und des Mittelalters promoviert und nahm ein Griechischstudium auf, das sie 1993 abschloss. Ihre Habilitation erfolgte 1995 mit der Lehrumschreibung Klassische Philologie unter Einbeziehung der Wirkungsgeschichte der lateinischen Literatur.
Bereits von 1989 bis 1991 hatte sie am Europa-Institut der Universität Mannheim als Wissenschaftliche Angestellte am Forschungsprojekt Repertorium der textbegleitenden Druckgraphik zu Ovids Metamorphosen mitgearbeitet. Anschließend arbeitete sie in der Universitätsbibliothek Heidelberg, wo sie Handschriften katalogisierte. 1995 wurde sie zur C3-Professorin für Mittel- und Neulatein an der Universität Jena ernannt. Am 8. Februar 2002 wurde sie als ordentliches Mitglied in die Sächsische Akademie der Wissenschaften gewählt. Sie ist Mitglied der Akademie gemeinnütziger Wissenschaften zu Erfurt. Einen Ruf an die Freie Universität Berlin (2009) lehnte sie ab. Zum Wintersemester 2009/2010 wechselte sie als Dozentin für Lateinische Philologie an die Universität Bern, wo sie 2024 emeritiert wurde.
Zu Huber-Rebenichs Forschungsschwerpunkten zählt neben der mittel- und neulateinischen Literatur besonders die mittelalterliche Ovid-Rezeption.

## Schriften (Auswahl)
- Das Motiv der "Witwe von Ephesus" in lateinischen Texten der Antike und des Mittelalters. Narr, Tübingen 1990 ISBN 3-87808-847-7 (Dissertation).

Beziehungen	Mannheimer Beiträge zur Sprach- und Literaturwissenschaft; Bd. 18
- als Mitübersetzerin und Kommentatorin: Mirabilia Urbis Romae: die Wunderwerke der Stadt Rom. Herder, Freiburg im Breisgau 2014, ISBN 978-3-451-30931-1[1]